# Gremio Lusitano
Gremio Lusitano é um time de futebol de Ludlow (Massachusetts) .
Fundado em 1922 em uma garagem na Franklin Street, a equipe competiu por várias temporadas durante os anos 1930 na Divisão da Nova Inglaterra da American Soccer League, mas durante a maior parte de sua existência foi amador ou semi - clube profissional. John Palhete foi o primeiro treinador da equipa  e esta joga os seus jogos em casa no Lusitano Stadium, propriedade do clube.

## Equipes fundadas

### Ludlow Lusitano
Além do nome Grêmio Lusitano, ao longo de sua história, o clube também utilizou nomes diversos. Na American Soccer League de 1937-1938, o clube jogou como Lusitano S.C..
Durante a American Soccer League de 1938–39, o clube começou a usar o nome Ludlow Lusitano  para jogar na Divisão da Nova Inglaterra da ASL, chegando à final da Copa Nacional Amadora em 1952. Para a temporada 1956/57, a equipe voltou a ser conhecida como Ludlow SC . Depois que a divisão foi encerrada em 1953, o clube participou de diferentes ligas regionais antes de finalmente ingressar na ASL.[carece de fontes?]
O clube disputou com este nome a National Challenge Cup em 1984 e 1985 . No total, o Grêmio Lusitano disputou quatro vezes a National Challenge Cup .

### Western Mass Pioneers
O clube também fundou o Western Mass Pioneers da USL League Two, após não poder usar o nome Grêmio Lusitano devido ao fato de a USISL ter estabelecido uma condição para novos times que proibiam nomes de times étnicos.

### Pioneiras da Missa do Oeste
Entre 2004 e 2009, o clube era dono do Western Mass Lady Pioneers da W-League .

## Estatísticas

### Participações
|  | Participações em 2020 |

| Competição     | Competição               | Temporadas | Melhor campanha                 | Estreia | Última | P | R |
| Estados Unidos | Lamar Hunt U.S. Open Cup | 4          | Quartas de Final (Quatro vezes) | 1984    | 1985   |   | – |